# Liste der Gedenkstätten in Magdeburg
In Magdeburg gibt es eine große Anzahl von Gedenkstätten, besonders an die Opfer des Nationalsozialismus und des Zweiten Weltkriegs

## Gedenkstätten für Opfer des Nationalsozialismus

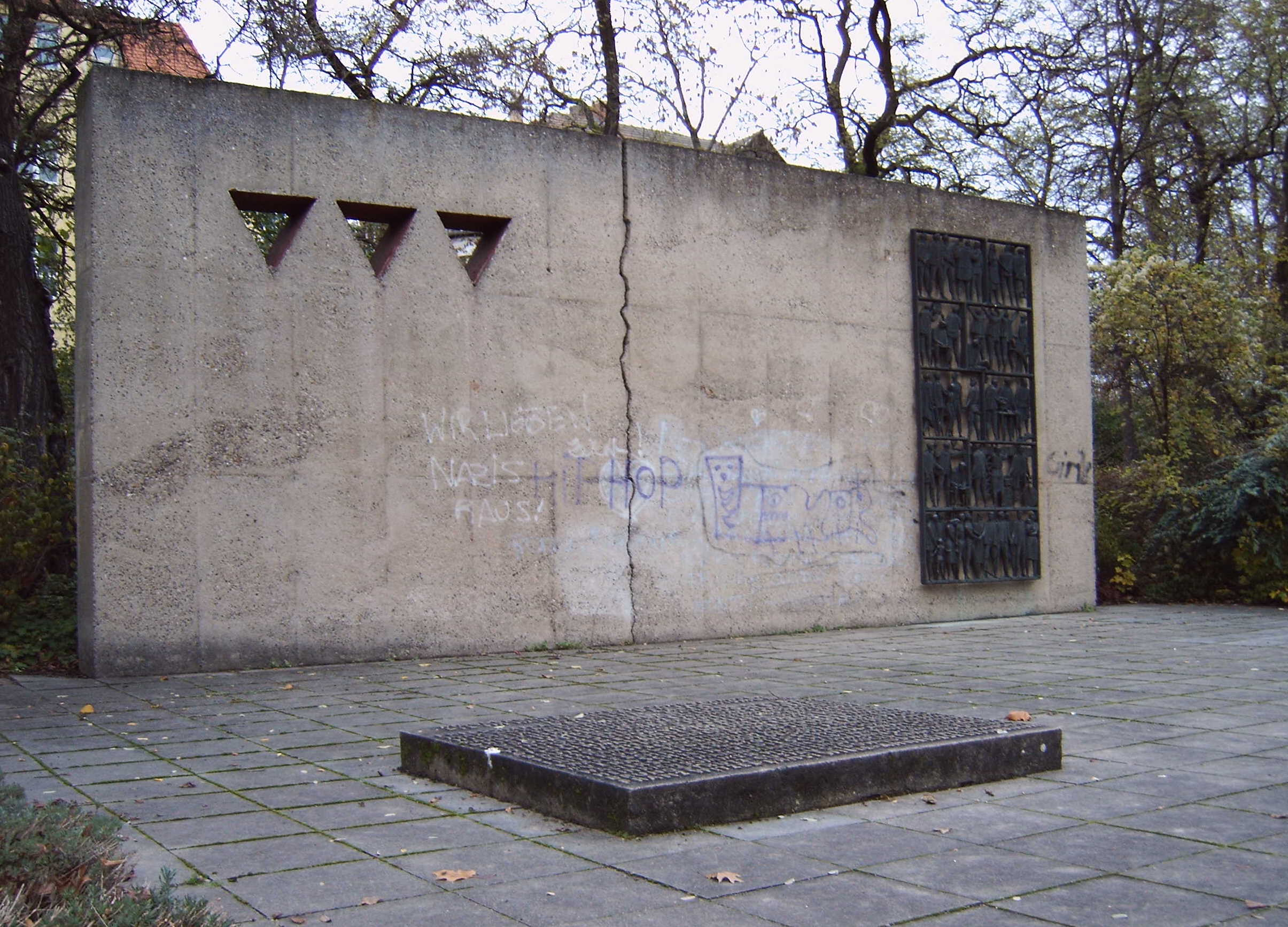
Mahnmal für die Magdeburger Widerstandskämpfer

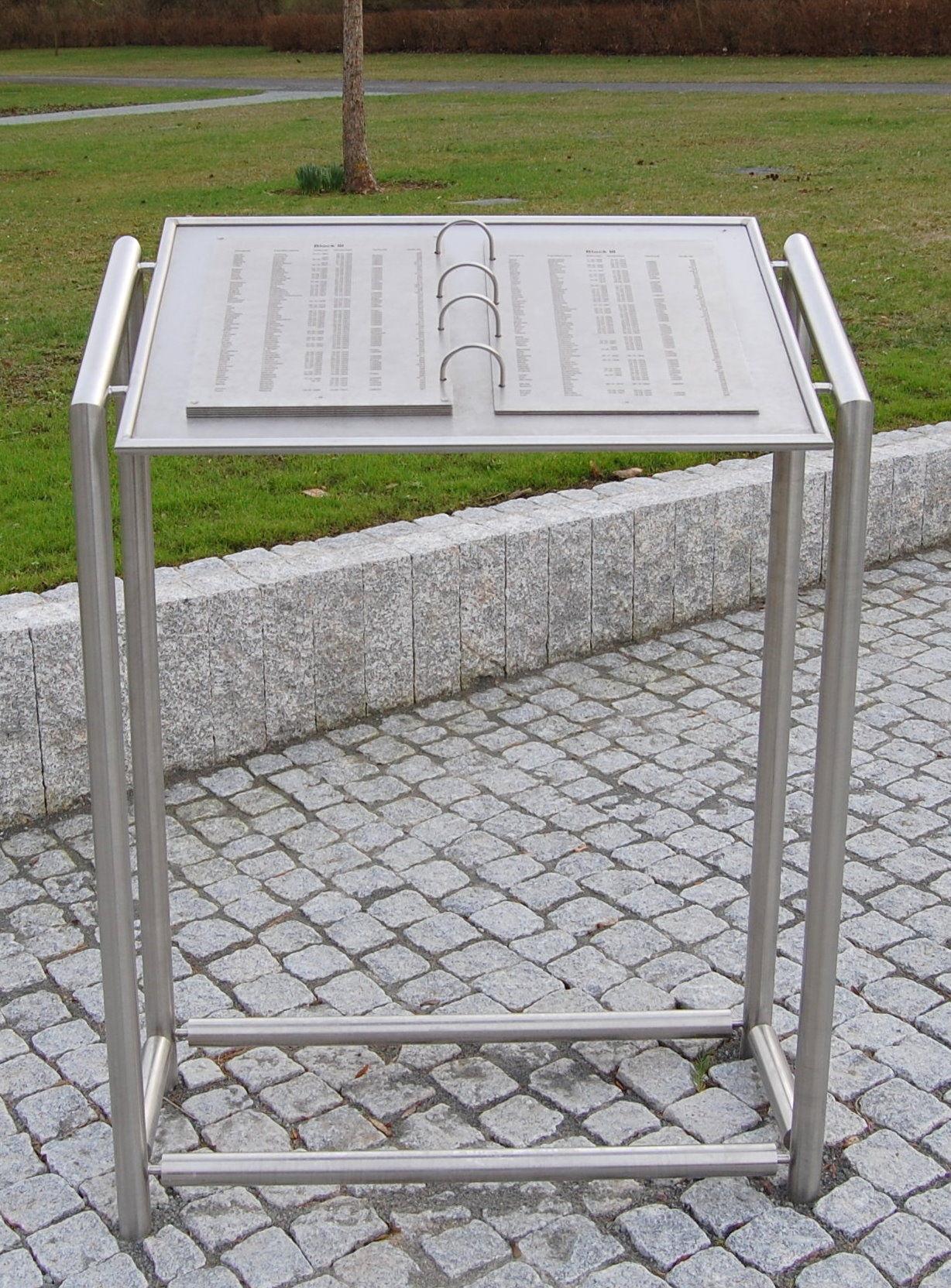
Gedenkbuch auf dem Feld der Vereinten Nationen

- Mahnmal für die Magdeburger Widerstandskämpfer aus dem Jahre 1969 von dem Bildhauer Eberhard Roßdeutscher zur Ehren der Widerstandskämpfer gegen den Faschismus in der Grünanlage zwischen Sternstraße und Steubenallee für 62 Magdeburger Opfer des Faschismus
- Stele im Klosterbergegarten (zu DDR-Zeiten Pionierpark) zur Erinnerung an das jüdische Mädchen Anne Frank, das 1945 im KZ Bergen-Belsen ums Leben kam
- Gedenkstätte aus dem Jahre 1981 von dem Bildhauer Fritz Cremer für die Opfer des Faschismus auf dem Westfriedhof an der Großen Diesdorfer Straße
- Gedenkstein von 1996 auf dem Westfriedhof für italienische Militärinternierte
- Gedenksteine auf dem Israelitischen Friedhof am Fermersleber Weg 40 für die jüdischen Opfer der Shoa, z. B. zum Gedenken an die 1521 Magdeburger Juden (darunter 287 Kinder), die dem Faschismus zum Opfer fielen, ein Gedenkstein für eine Million jüdischer Kinder, die zwischen 1933 und 1945 in Konzentrationslagern umgebracht wurden, sowie eine Gedenkstätte für 36 jüdische Magdeburger, die im Ersten Weltkrieg fielen.
- Gedenkstein hinter der Trauerhalle für eine Million vom NS-Regime ermordeter jüdischer Kinder
- Grabstätten auf dem Feld der Vereinten Nationen in Westerhüsen für 754 Kriegsgefangene sowie Frauen, Kinder und Männer verschiedener Nationen, die während des Zweiten Weltkrieges nach Deutschland verschleppt und Opfer von Zwangsarbeit wurden
- Mahnmal von 1994 auf dem Neuen Otterslebener Friedhof für die Opfer des Krieges, von dem Künstler Ulrich Wohlgemut gestaltet
- Grabstätte einer namentlich bekannten Roma-Familie auf dem Neustädter Friedhof an der Lübecker Straße, die im KZ Auschwitz-Birkenau ermordet wurde
- Sowjetischer Ehrenfriedhof im Nordpark an der Hohenpfortestraße mit den Gräbern von 1.923 begrabenen Rotarmisten und sowjetischen sowie einigen Zwangsarbeitern anderer Nationen
- Gedenkstätte für das KZ-Außenlager Polte-Magdeburg an der einstigen Munitionsfabrik Polte in der Liebknechtstraße 65 für die Opfer von Zwangsarbeit eines Außenlagers des KZ Buchenwald
- Gedenkstein eingangs des Stadiongeländes für 37 (nach anderen Angaben 45) ermordete KZ-Häftlinge, die bei einem Todesmarsch im April 1945 ums Leben kamen
- Gedenktafel im Stadion Neue Welt zur Erinnerung an die Opfer eines frühen KZ der SA, in dem politische Gegner der Nazis 1933 misshandelt wurden
- Gedenktafel am Wachhaus des Technischen Polizeiamtes Sachsen-Anhalt in Rothensee am August-Bebel-Damm an die 529 Opfer des Außenkommandos des KZ Buchenwald, die in der „Brabag“ Opfer von Zwangsarbeit wurden
- Gedenkplatte neben der Kirche Unser lieben Frauen für die Opfer des frühen KZ im ehemaligen Braunen Haus in der Regierungsstraße 1
- Gedenktafel an der Villa Gareisstraße 10 (zu DDR-Zeiten Haus des Handwerks) an ein frühes KZ, in dem Antifaschisten von der SA gefoltert wurden
- Mahnmal von dem Künstler Josef Bzdok nahe der ehemaligen Synagoge in der Julius-Bremer-Straße für die 1.521 Magdeburger Opfer jüdischen Glaubens, darunter 287 Kinder
- Denkmal in der Münchenhofstraße gegenüber dem Städtischen Baudezernat zur Erinnerung an den tschechischen Dichter Julius Fučík, der 1943 von der Gestapo ermordet wurde
- Denkmal auf dem Karl-Liebknecht-Platz von Sudenburg an die KZ-Häftlinge, die im April 1945 Opfer eines Todesmarsches wurden
- Denkmal vor dem früheren VEB Schwermaschinenbau-Kombinat Ernst Thälmann (SKET) zur Erinnerung an den KPD-Vorsitzenden, der 1944 im KZ Buchenwald ermordet wurde
- Gedenktafel an der Kirche St. Sebastian in der Max-Josef-Metzger-Straße für den katholischen Priester Max Josef Metzger, der 1944 in Brandenburg-Görden ermordet wurde
- Erinnerungstafel am ehemaligen Ernst-Grube-Stadion an der Friedrich-Ebert-Straße in Brückfeld an den kommunistischen Arbeitersportler Ernst Grube, der im KZ Bergen-Belsen ums Leben kam
- Gedenkplatte im Innenhof der ehemaligen Zuckerraffinerie „Hermann Danz“ in der Halberstädter Straße zur Erinnerung an den kommunistischen Widerstandskämpfer Hermann Danz, der 1945 ermordet wurde
- Gedenktafeln von 1989 in der Sekundarschule „Hans Schellheimer“ an den kommunistischen Widerstandskämpfer Hans Schellheimer, der 1945 in Brandenburg-Görden ermordet wurde
- Gedenk-Relief an der Innenmauer des Schulhofes des Wilhelm-Raabe-Gymnasiums an der Braunschweiger Straße (zu DDR-Zeiten POS „Martin Schwantes“) zur Erinnerung an den kommunistischen Widerstandskämpfer Martin Schwantes, der 1945 ermordet wurde

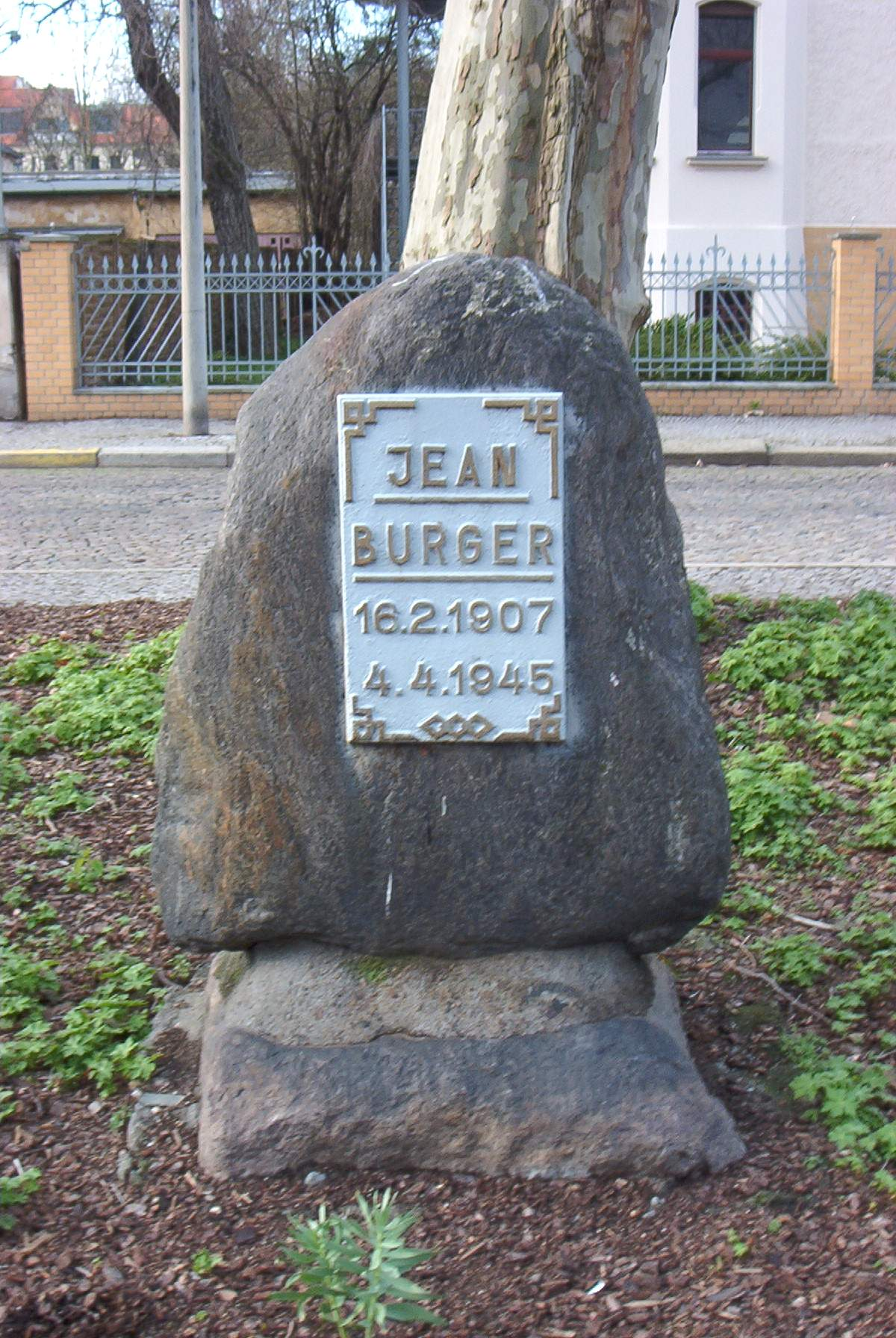
Gedenkstein Jean Burger 2005

- Gedenk-Büste von 1977 in der Comenius-Schule an der Nachtweide in Neue Neustadt von dem Bildhauer Eberhard Roßdeutscher zur Erinnerung an den kommunistischen Arbeitersportler Werner Seelenbinder
- Gedenkstein auf dem ehemaligen Appellplatz in der Sekundarschule „Heinrich Germer“ an der Hugo-Junkers-Allee zur Erinnerung an den KPD-Vorsitzenden Ernst Thälmann
- Gedenk-Relief der christlichen Widerstandskämpfer Hans und Sophie Scholl an der Schule gleichen Namens im Neubaugebiet Reform an der Walter-Kaßner-Straße
- 3 Gedenktafeln für die Geschwister Scholl am Rande des Geschwister-Scholl-Parks
- Gedenk-Relief auf dem Hof der Hubert-Materlik-Schule für den KPD-Vorsitzenden Ernst Thälmann
- Gedenkstätte auf dem Hof des Hegel-Gymnasiums in der Hegelstraße für den KPD-Vorsitzenden Ernst Thälmann
- Denkmal aus dem Jahre 1998 im Park am Fürstenwall in der Nähe des Doms zur Erinnerung an 470 Magdeburger Sinti und Roma, die in den NS-Vernichtungslagern ermordet wurden
- diverse Stolpersteine für verschleppte, jüdische Bürger Magdeburgs während der Nazi-Zeit
- Gedenkstein für Henning von Tresckow am Rande des Nordparks
- Gedenkstein Jean Burger in der Lennéstrasse
- Gedenkstätte auf dem Westfriedhof mit der Inschrift „Zum mahnenden Gedenken an den 16. Januar 1945 – Kämpft für den Frieden“

## Weitere Gedenkstätten
- Grabanlagen für Gefallene aus dem Ersten und dem Zweiten Weltkrieg auf dem Westfriedhof
- Gedenkstein der Republik Italien auf dem Westfriedhof für (bei den Luftangriffen) gefallene italienische Militärinternierte
- Massengräber auf dem Westfriedhof für die Opfer der alliierten Luftangriffe auf Magdeburg, mit dreiteiligem Denkmal von Wieland Schmiedel
- Gräber auf dem Friedhof der Pfeifferschen Stiftungen für Bombenopfer 1944/1945
- Massengrab und Gedenktafel für 60 junge Männer, die in den 1990er Jahren vom früheren KGB-Gelände in der Klausener Straße geborgen und auf den Westfriedhof überführt wurden
- In Neu Olvenstedt befindet sich an der Straßenbahnendhaltestelle ein Gedenkstein für den am 8. Februar 1997 bei einem Überfall rechtsgerichteter Jugendlicher getöteten Punk Frank Böttcher.
- Gedenkstätte Moritzplatz Magdeburg für die Opfer politischer Gewaltherrschaft 1945–1989 auf dem Gelände der früheren Untersuchungshaftanstalt des Ministeriums für Staatssicherheit der DDR
- Die Rettungstat des Hauptmann Igor Belikow, Denkmal (von Heinrich Apel gestaltet) in der Ernst-Reuter-Allee zur Erinnerung an die Rettungstat des Magdeburger Ehrenbürgers Igor Belikow, der 1969 mit seinem Mantel ein Kind auffing, welches aus 22 m Höhe aus einem Fenster fiel
- Denkmal zur Erinnerung an die Opfer des Zugunglücks von Langenweddingen auf dem Magdeburger Westfriedhof
- Gedenkstein zum 100. Jahrestag der Befreiung Magdeburgs von der Napoleonischen Fremdherrschaft. Der Stein wurde 1914 in den Grünanlagen des Neustädter Bahnhofs aufgestellt.
- Ehrenmal für die Gefallenen des Ersten Weltkrieges von Ernst Barlach. Das Denkmal wurde 1929 im Magdeburger Dom aufgestellt, 1934 von den Nazis entfernt und 1956 wieder aufgestellt.
- Gedenkstein für die Opfer der Atombombenabwürfe auf Hiroshima und Nagasaki nahe der Lukasklause

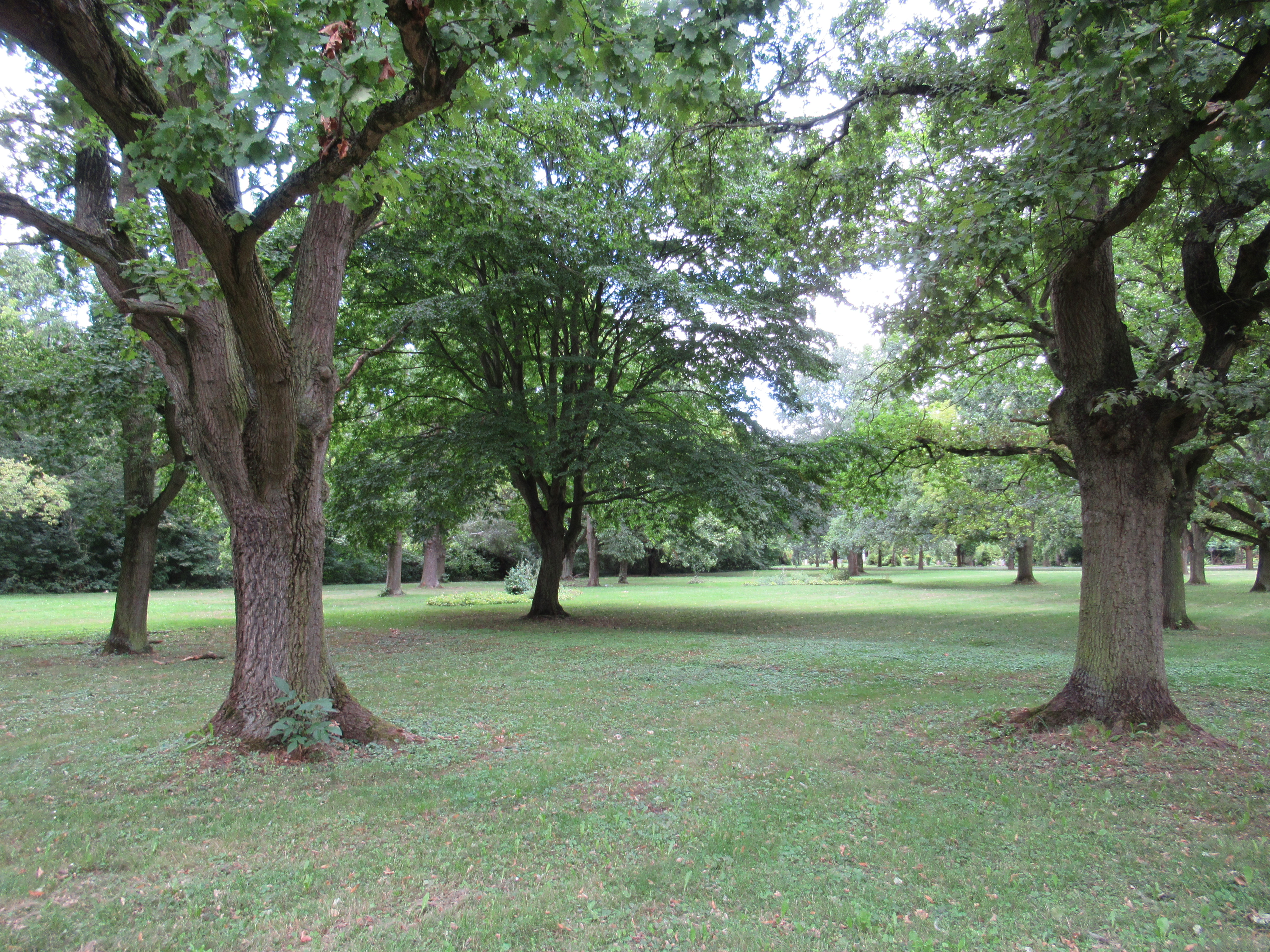
Gräberfeld (Teil) auf Westfriedhof mit den Magdeburger Bombenopfern
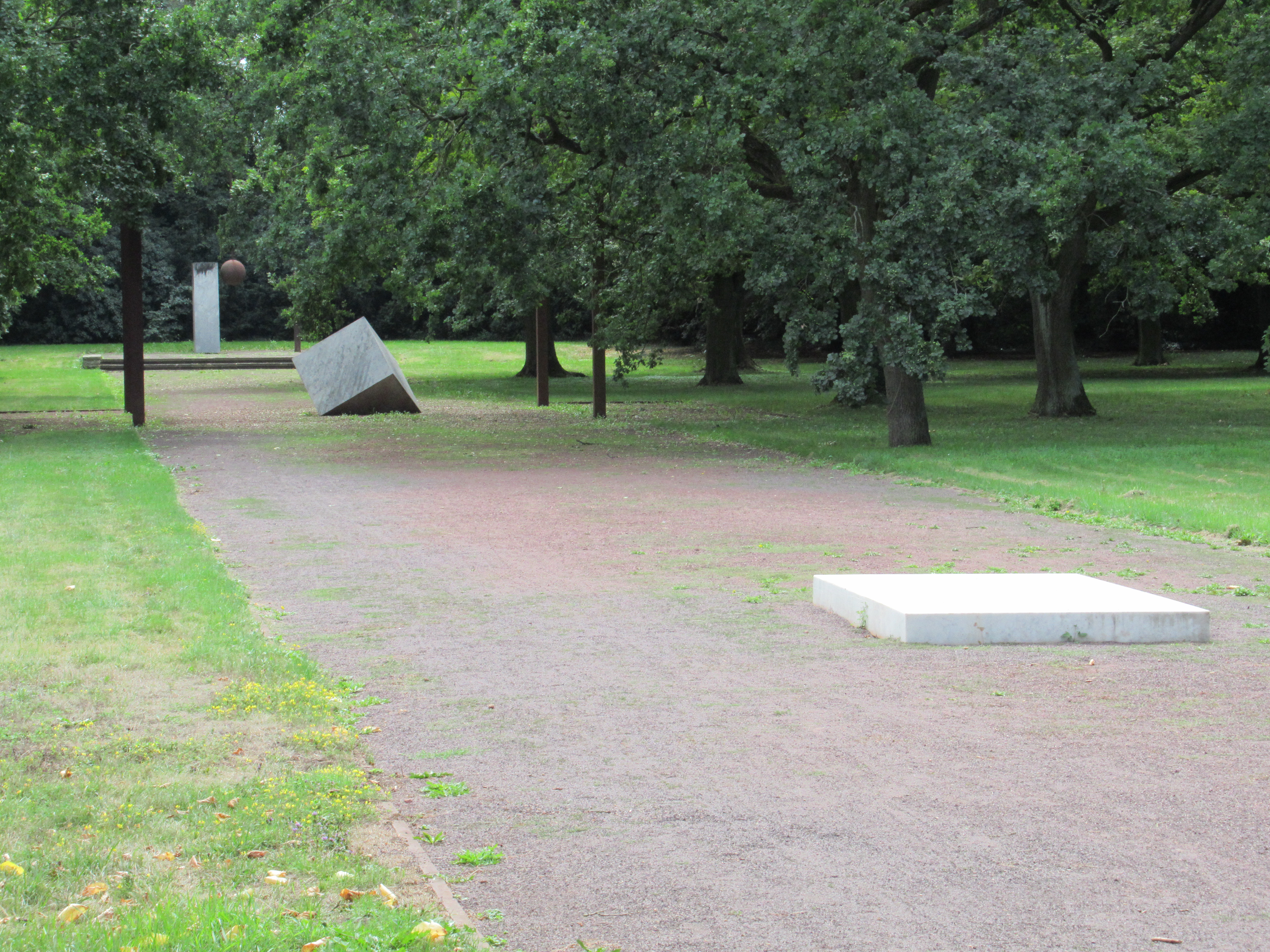
Bombenopfer-Denkmal von Wieland Schmiedel auf Westfriedhof
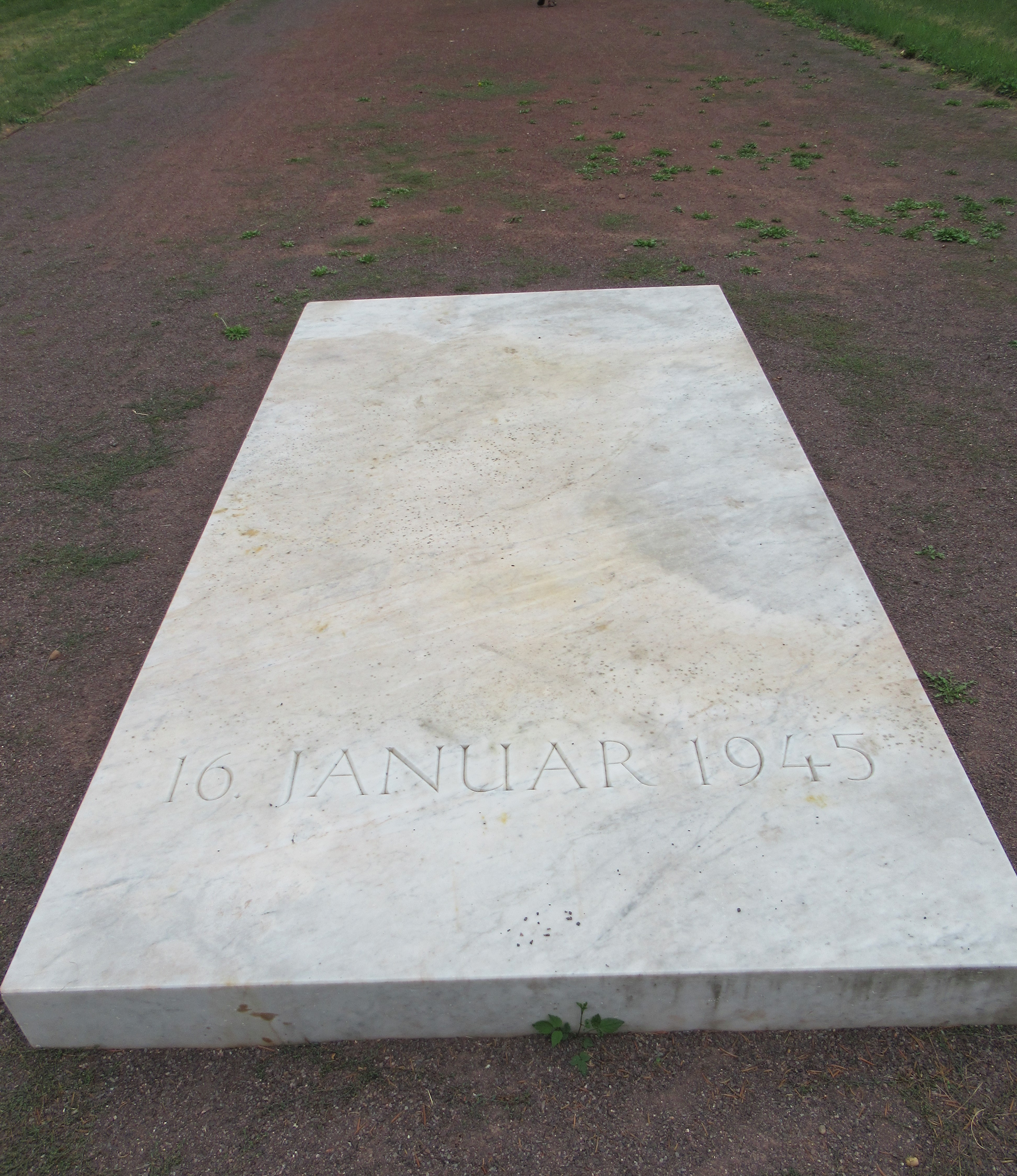
Denkmal Erster Teil („16. Januar 1945“)
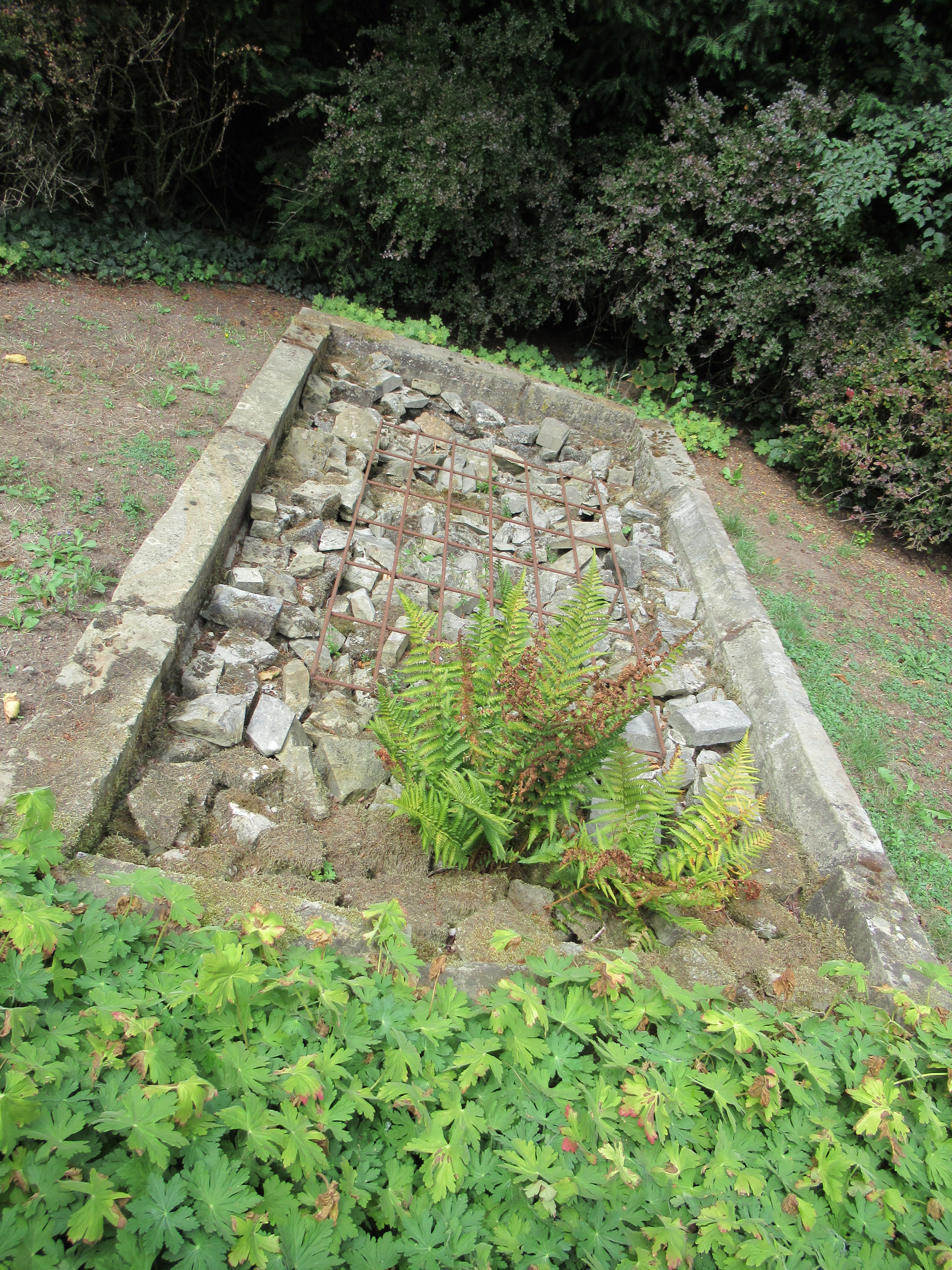
Grab für 60 junge Männer von KGB-Gelände Klausener Str. (Westfriedhof)
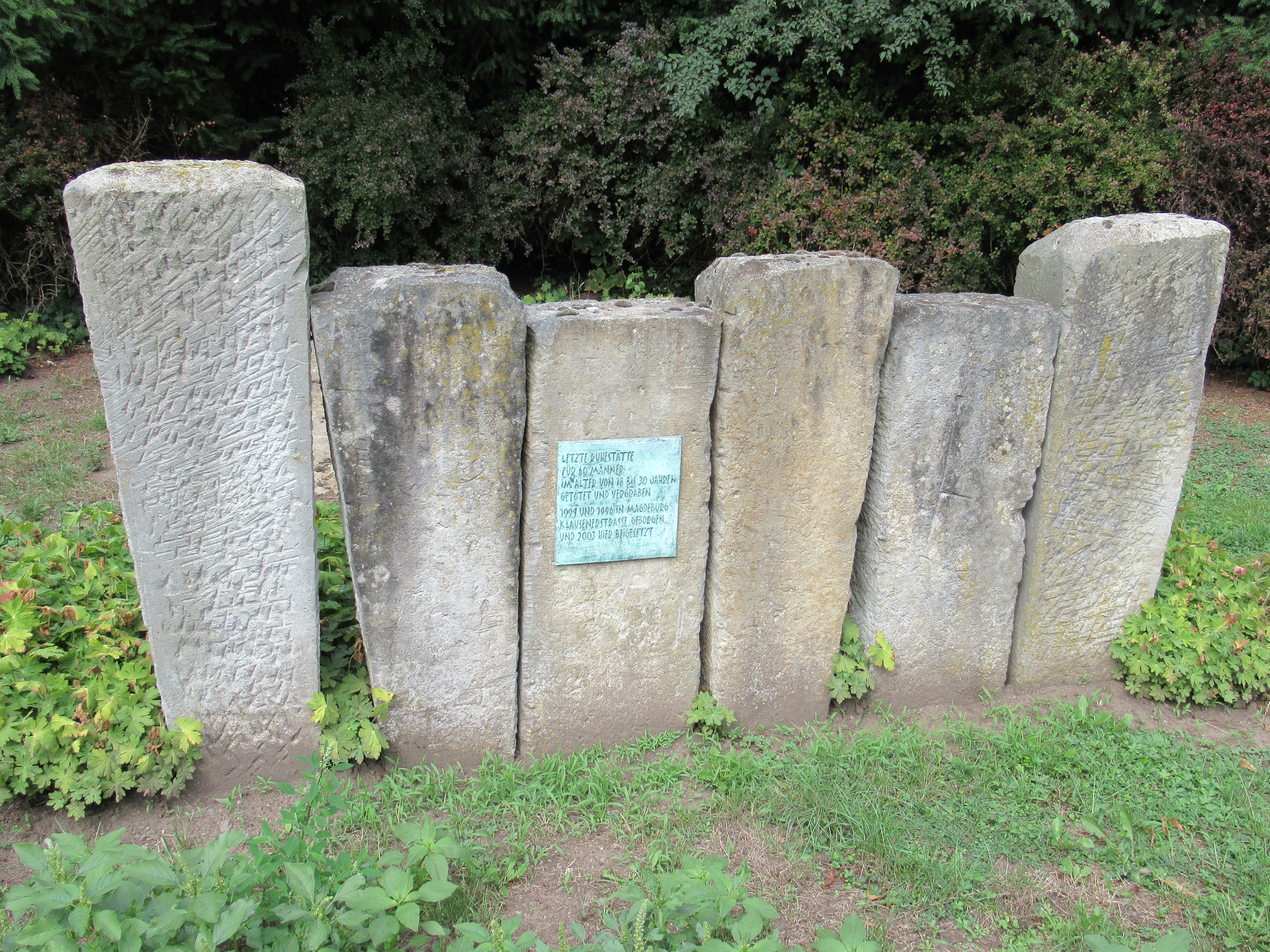
Denkmal für die 60 Toten vom KGB-Gelände (dahinter das Grab)